# Мозес Самні
Мозес Самні (англ. Moses Sumney) — гансько-американський співак і автор пісень. Його самостійно записаний EP Mid-City Island вийшов у 2014 році. У 2016 році випустив ще один EP з п’ятьма піснями під назвою Lamentations. Його перший повноформатний альбом Aromantism вийшов у вересні 2017 року. Другий студійний альбом Græ вийшов у 2020 році. Самні виступав на розігріві з Джеймсом Блейком, Соланж Ноулз та Суфьяном Стівенсом.

## Ранні роки
Самні народився у Каліфорнії, був вихований батьками-пасторами, а у віці 10 років разом із сім'єю переїхав до Гани. Він описав своє дитинство як «американізоване» до цього віку, і йому було важко пристосуватися до культури Гани, особливо до сільської природи свого нового середовища. Там він виріс на козячій фермі в Аккрі і їздив на громадському автобусі до школи. Його сім'я повернулася до Південної Каліфорнії, коли Самні було 16, оселившись у Ріверсайді.
Він не вчився грати на жодних інструментах, поки не став дорослішим, натомість роками писав музику a capella. Самні не виконував свої музичні композиції публічно до 20 років.
Після закінчення середньої школи переїхав до Лос-Анджелеса у 2010 році, щоб навчатися в Каліфорнійському університеті в Лос-Анджелесі. Займався творчістю та вивчав поезію, що допомогло йому вдосконалити написання пісень.

## Кар’єра
У 2014 році Самні увірвався на музичну сцену Лос-Анджелеса і привернув увагу багатьох звукозаписних лейблів. Він казав, що в той час це не було правильним, тому що лейбли намагалися привести його до певного образу, а він все ще намагався знайти артиста, яким хотів бути. Він вирішив відмовитися від цих ярликів і переїхати в Ешвілл, Північна Кароліна. Його опір лейблам показано в його пізнішому альбомі Græ.
Дебютний проєкт Самні 2014 року, Mid-City Island, є EP з п’ятьма піснями, який був записаний самостійно на чотиритрековий диктофон, подарований йому телеканалом Dave Sitek на радіо. Pitchfork описав EP, випущений самостійно, як такий, що «в основному складається з перших дублів та імпровізації; музика хвилююча, але цілеспрямовано неповна». Самні приєднався до Terrible Records після релізу. Він вважає, що його пісні ґрунтуються на виконанні, і що багато записаних композицій походять від конкретизації пісень у живому виконанні.
Самні виступав на таких майданчиках, як Hollywood Bowl, а також разом з Dirty Projectors, Junip, St. Vincent та Local Native. Самні співав на першому треку альбому Бека Song Reader. 30 вересня 2016 року Самні випустив Lamentations, EP, у якому виступав гостем Thundercat.
Перший повноформатний альбом Самні, Aromantism, випущений 22 вересня 2017 року. Він отримав визнання від Rolling Stone, The Guardian та The New York Times, які також назвали його одним із найкращих альбомів 2017 року. Він наткнувся на термін «аромантичний», коли почав писати його ще у 2014 році та виявив, що цей термін резонує з ним. Кілька пісень з альбому були представлені в саундтреках різних телевізійних шоу. Сингл 2017 року «Doomed» з’явився у фіналі 6 сезону серіалу Netflix «Помаранчевий — хіт сезону» і знову з’явився в «Світі Дикого заходу». Сингл 2017 року "Quarrel" з'явився в Netflix Dear White People. Пісня 2017 року «Plastic» та пісня 2020 року «Keeps Me Alive» з’явилися в серіалі HBO «Біла Ворона».
Самні зіграв себе в 4 серії 1 сезону серіалу HBO Random Acts of Flyness. Він також з'явився у фільмі Крід: Спадок Роккі Бальбоа і працював над саундтреком разом з Людвігом Йорансоном і Тессою Томпсон.
Самні випустив другий студійний альбом Græ у двох частинах у 2020 році. Перша частина була випущена 21 лютого 2020 року, а друга частина вийшла 15 травня 2020 року разом із фізичним випуском подвійного альбому. У березні 2020 року вийшов музичний кліп «Cut Me». У травні 2020 року Самні випустив «Bless Me» як сингл з другої частини свого альбому Græ.
У 2020 році на пісню «Me in 20 Years» був знятий музичний кліп у Києві.
У грудні 2020 року сингл Самні «Me in 20 Years» був представлений у спеціальному епізоді драми HBO «Ейфорія». Самні зробив кавер на пісню Metallica "The Unforgiven" до благодійного триб'ют-альбому The Metallica Blacklist, випущеного у вересні 2021 року. 8 грудня 2021 року Самні випустив повнометражний концертний фільм Blackalachia, записаний протягом двох днів у горах Блу-Рідж. 10 грудня вийшов супровідний концертний альбом Live from Blackalachia.

## Дискографія

### Студійні альбоми
- Aromanticism (2017)
- Græ (2020)

### Живі альбоми
- Live from Blackalachia (2021)

### Мініальбоми
- Mid-City Island (2014)
- Lamentations (2016)
- Make Out in My Car: Chameleon Suite (2018)
- Black in Deep Red, 2014 (2018)
- Bryce Dessner: Tenebre (разом з Ensemble Resonanz) (2019)